# Kitaotao
Kitaotao es un municipio filipino de primera categoría, situado al norte de la isla de Mindanao. Forma parte de la provincia de Bukidnon situada en la Región Administrativa de Mindanao del Norte en cebuano Amihanang Mindanaw, también denominada Región X. 
Para las elecciones está encuadrado en el Tercer Distrito Electoral.

## Barrios
El municipio de Kitaotao se divide, a los efectos administrativos, en 35 barangayes o barrios, conforme a la siguiente relación:

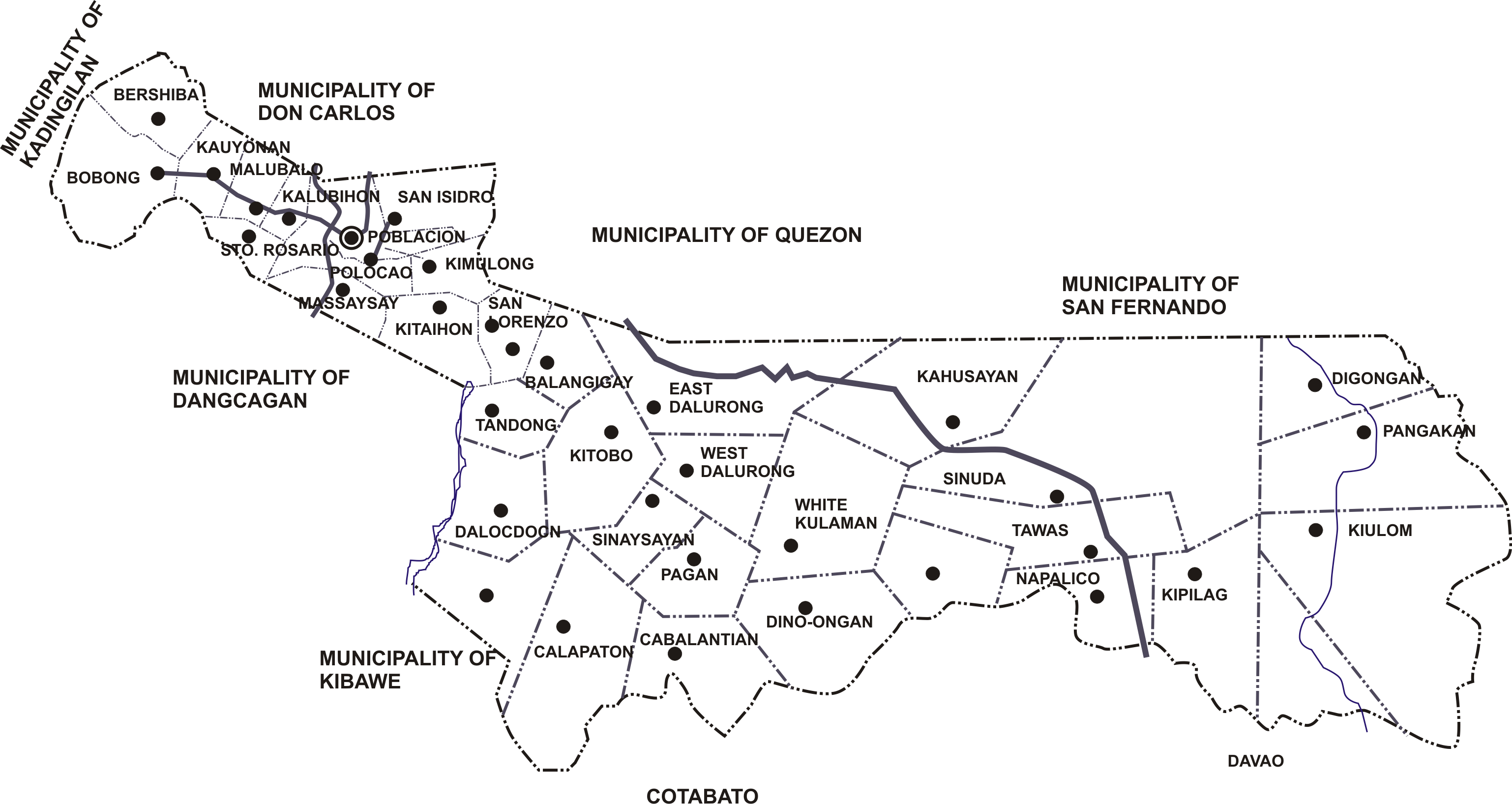
Mapa político de Kitaotao

| - Balangigay - Balukbukan - Bershiba - Bobong - Bolocaon - Cabalantian - Calapaton - Sinaysayan (Dalurong) | - Kahusayan - Kalumihan - Kauyonan - Kimolong - Kitaihon - Kitobo - Magsaysay - Malobalo | - Metebagao - Sagundanon - Pagan - Panganan - Población - San Isidro - San Lorenzo | - Santo Rosario - Sinuda (Simod) - Tandong - Tawas - White Kulaman - Napalico | - Digongán - Kiulom - Binoongán - Kipilas - Dalurong del Este - Dalurong del Oeste |  |

## Historia
El 18 de junio de 1966 los barrios de San Isidro, Bolocaon, Kimolong, Kitaihon, Kitaotao, Magsaysay, Santo Rosario, Kauyonan, Malobalo, Bobong, Simod, Balangigay, Kitobo y Dalorong,  hasta ahora pertenecientes al municipio de Kibawe  y posteriormente anexionados al municipio de Dangcagán; así como el barrio de Berehiba,  hasta ahora perteneciente al municipio de Maramag; quedan separados de sus respectivos municipios para formar el nuevo municipio de Kitaotao, con la sede del gobierno en el barrio del mismo nombre.